# Cinemasonic (álbum)
Cinemasonic é um álbum ao vivo da banda de folk rock All About Eve. O disco foi lançado como CD/DVD, tendo este último sido gravado em um show da banda em 31 de maio de 2002 no Shepherd's Bush Empire.

## Faixas
CD
1. "Let Me Go Home" (Andy Cousin, Julianne Regan) – 3:56
2. "The Dreamer" (Cousin, Rod Price, Regan, Marty Willson-Piper) – 3:45
3. "Somebody Said" (Rik Carter, Cousin, Regan) – 4:27
4. "Blue Sonic Boy" (Tim McTighe, Regan) – 6:09
5. "Daisychains" (Carter, Cousin, Regan) – 6:01
6. "I Don't Know" (Cousin, Regan) – 4:25
7. "Phased" (Cousin, Price, Regan, Willson-Piper) – 4:32
8. "Ctrl-Alt-Delete" (Carter, Cousin, Regan) – 4:06
9. "Sodium" (Cousin, Regan) – 4:43
10. "Touched By Jesus" (Cousin, Price, Regan, Willson-Piper) – 10:16
11. "Life On Mars" (David Bowie) – 5:03

DVD
1. "Let Me Go Home"
2. "The Dreamer"
3. "Flowers In Our Hair"
4. "In The Clouds"
5. "Somebody Said"
6. "Blue Sonic Boy"
7. "Daisychains"
8. "I Don't Know"
9. "Phased"
10. "Ctrl-Alt-Delete"
11. "Sodium"
12. "Wishing The Hours Away"
13. "Make It Bleed"
14. "Outshine The Sun"
15. "Every Angel"
16. "Life on Mars"
17. "Our Summer"
18. "Touched By Jesus"

## Ficha técnica
- Julianne Regan - Vocal
- Andy Cousin - Baixo
- Toni Haimi - Guitarra
- Rik Carter - Teclado
- Del Hood - Bateria